# Сборная Фарерских островов по футболу
Сбо́рная Фаре́рских острово́в по футбо́лу (фар. Føroyska fótbóltsmanslandsliðið, дат. Færøernes fodboldlandshold) — национальная сборная, которая представляет Фарерские острова на международных матчах и турнирах по футболу. Управляющая организация — Федерация футбола Фарерских островов.
По состоянию на 26 октября 2023 года сборная в рейтинге ФИФА занимает 135-е место, а в рейтинге УЕФА на 11 октября 2017 года — 46-е.

## История

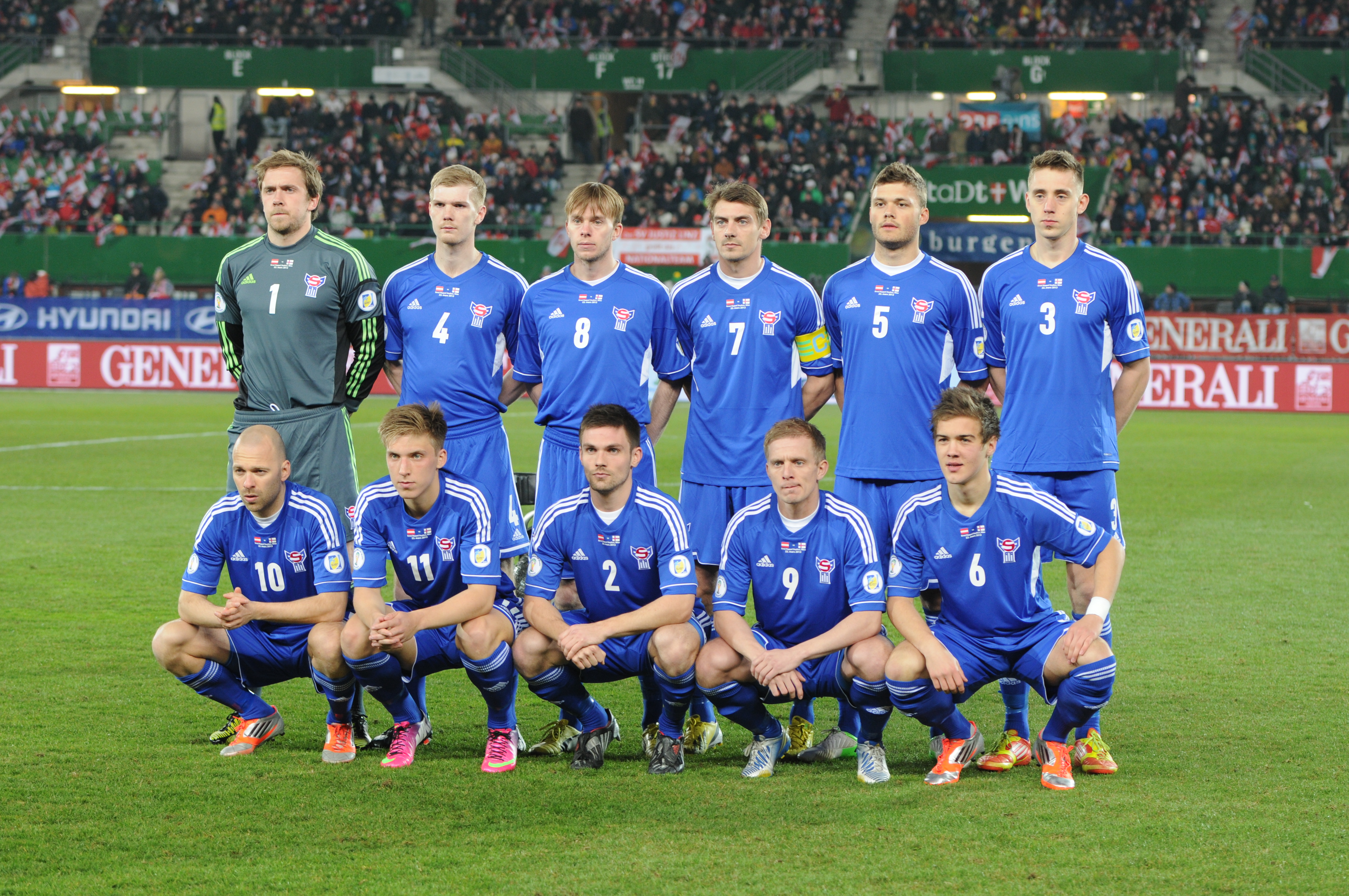

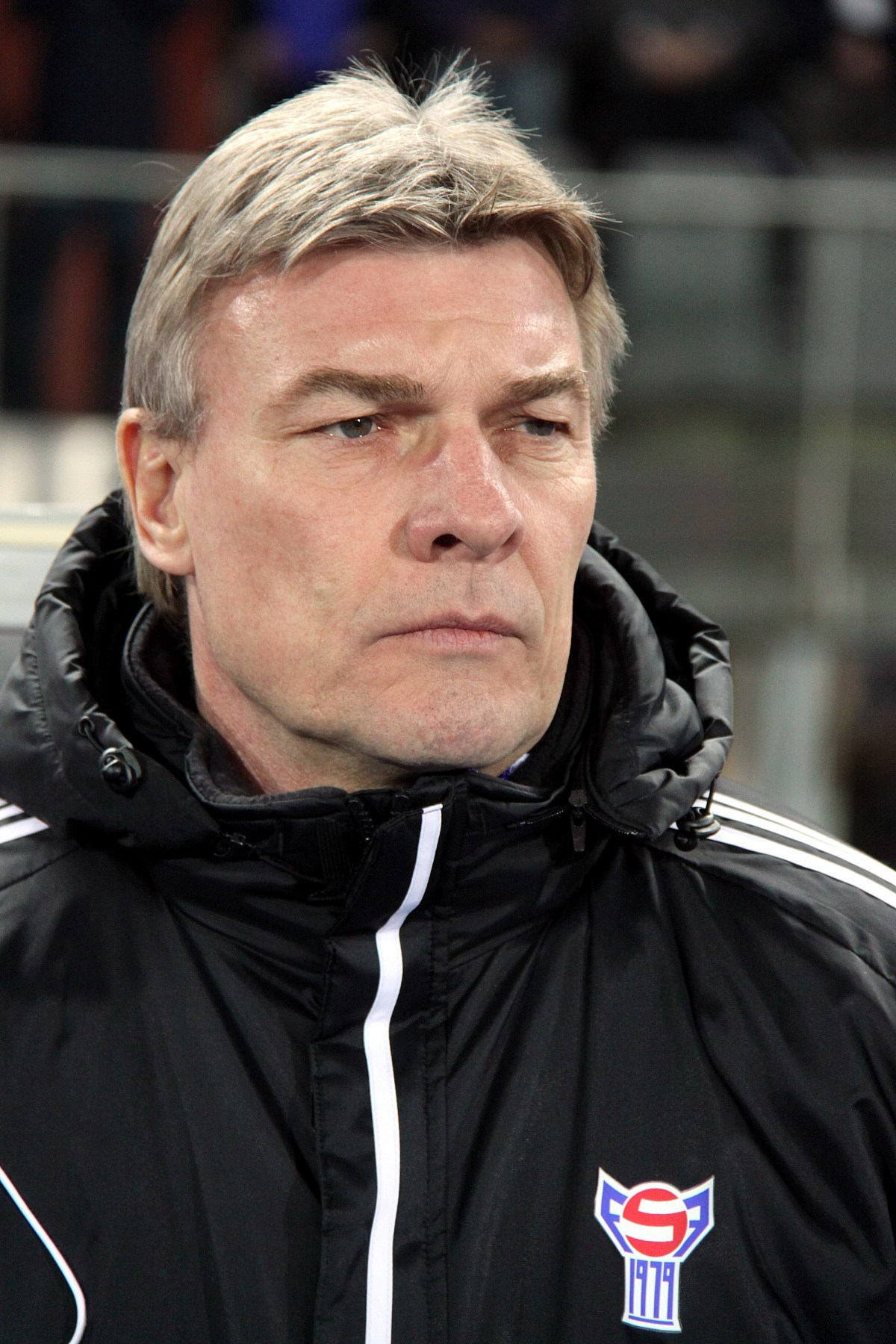
Главный тренер Ларс Ольсен

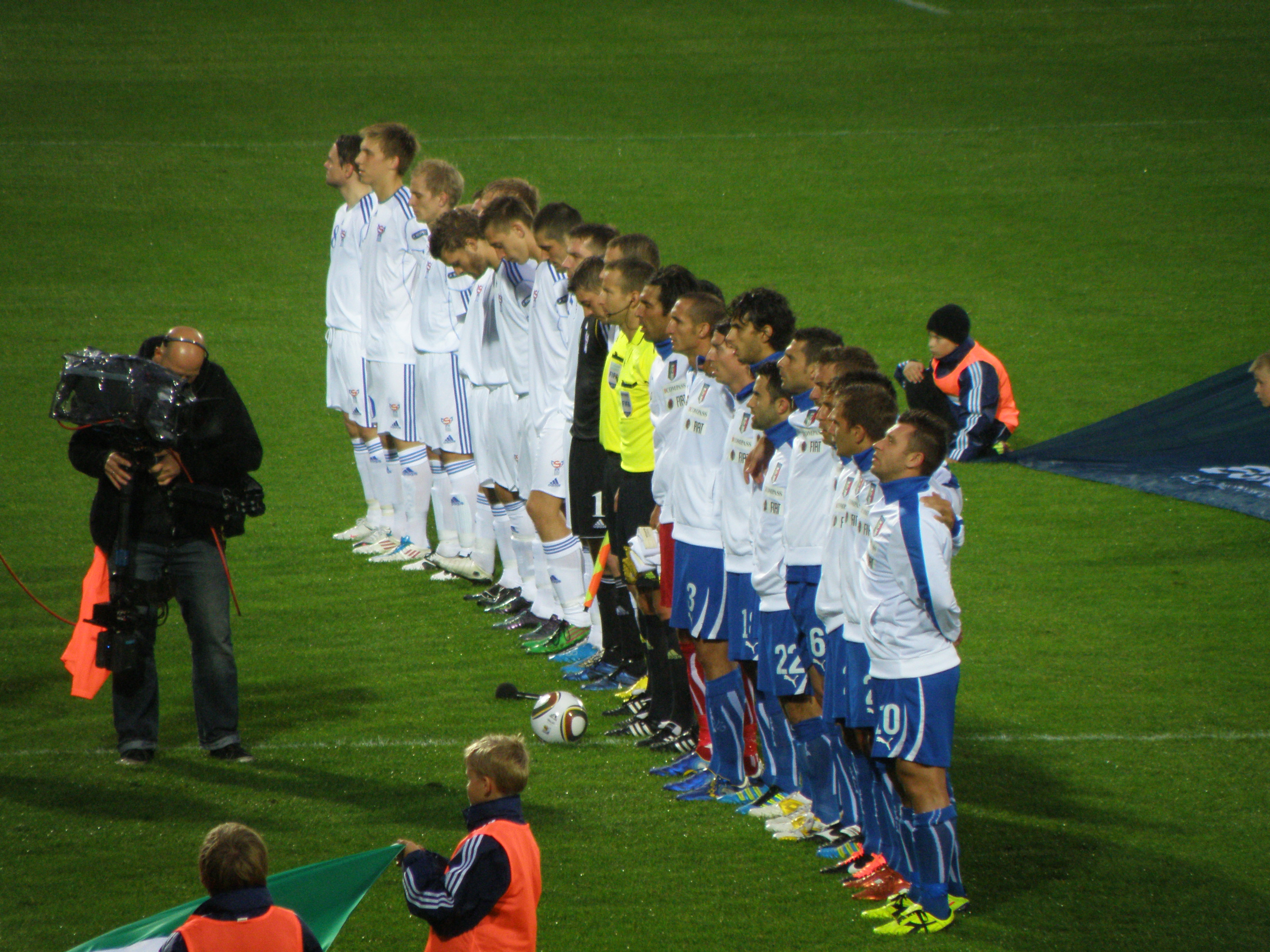
Матч Фарерские острова — Италия (фарерцы на дальнем плане)

### 1990-е годы
Первый матч сборная Фарерских островов сыграла ещё в 1930 году, но официальными признаются матчи, начиная с 1988 года, когда Федерация футбола Фарерских островов была принята в ФИФА (в УЕФА — с 1990 года). Несмотря на то, что фактически Фарерские острова не являются независимым государством (обладая широкой автономией в составе Дании), сборной позволено выступать в международных соревнованиях. Среди достижений сборной Фарерских островов — две победы в футбольном турнире так называемых Островных Игр в 1989, 1991 годах, где участвуют различные сборные, представляющие островные части более крупных государств (например, Гибралтар, Родос, Шетландские острова).
Однако главным триумфом команды безоговорочно считается победа 1:0 над сборной Австрии в дебютном для фарерцев отборочном матче чемпионатов Европы. Историческая игра состоялась 12 сентября 1990 года на нейтральном поле в шведском городе Ландскруна. Единственный мяч забил полузащитник клуба «СУйФ Сандававур» Торкиль Нильсен, продавец древесины по основному роду деятельности.

### ЧМ-2002
В актив себе фарерцы могут занести отбор на ЧМ-2002. В стартовом поединке против сборной Словении за несколько минут до финального свистка, уступая 0:2, они сравняли счёт. Главный тренер Аллан Симонсен заявил, что игроки боролись до конца и не сдались. 3 очка взяли фарерцы в домашней игре с Люксембургом, играя в ужасных погодных условиях. В гостевом матче против сборной России фарерцы уступили всего лишь с минимальным счётом 0:1 при том, что россияне как минимум 4 раза попадали в каркас ворот.

### ЧМ-2010
В рамках отбора к ЧМ-2010 фарерцы стали одной из самых неудобных команд — несмотря на итоговое 6-е место в группе и 20 пропущенных мячей, фарерцы обыграли сборную Литвы со счётом 2:1 и отобрали очки у Австрии, сыграв вничью 1:1. Эти потери очков стоили обеим командам продолжения борьбы за выход на ЧМ-2010. В 6 из 8 проигранных встреч фарерцы не пропускали более двух мячей.

### ЧЕ-2012
Выступление фарерцев в отборе к чемпионату Европы 2012 года можно оценить неоднозначно: с одной стороны неприятные, хоть и обыденные, поражения от Италии 0:5, Словении 1:5 и Сербии 0:3. С другой стороны, фарерцы умудрились отобрать очки у Северной Ирландии, сыграв вничью 1:1. Также фарерцы запомнились двухматчевым противостоянием с Эстонией — в Таллине островитяне открыли счёт на 28-й минуте, но в добавленное время не удержали победу и проиграли, пропустив два мяча от Кеймара Саага, зато в ответной встрече взяли реванш со счётом 2:0.

### ЧЕ-2016
Сборная Фарерских островов добилась сенсации в отборочном турнире к чемпионату Европы, дважды обыграв сборную Греции: 14 ноября 2014 в гостях они выиграли со счётом 1:0 благодаря голу Йохана Эдмундссона. Результат стал действительно историческим: разница в рейтинге ФИФА между сборными составляла 169 мест, и при этом находившаяся выше сборная впервые умудрилась проиграть. В ответном матче фарерцы выиграли 13 июня 2015 со счётом 2:1, заняв итоговое 5-е место.

### ЧМ-2018
Лучше всего для сборной Фарерских островов сложился отборочный турнир ЧМ-2018: команда впервые в своей истории заняла четвёртое место в группе, опередив Латвию и Андорру и пропустив вперёд Португалию, Швейцарию и Венгрию.

## Выступления на европейских и мировых первенствах

### Чемпионат мира
- 1994, 1998, 2002, 2006, 2010, 2014, 2018, 2022— не прошла квалификацию

### Чемпионат Европы
- 1992, 1996, 2000, 2004, 2008, 2012, 2016, 2020, 2024 — не прошла квалификацию

## Тренеры (с момента принятия федерации в ФИФА)
- 1988—1993 —  Потл Гудлаугссон
- 1994—2001 —  Аллан Симонсен
- 2002—2005 —  Хенрик Ларсен
- 2006—2009 —  Йегван-Мартин Ольсен
- 2009—2011 —  Брайан Керр
- 2011—2019  Ларс Ольсен
- 2019—н. в.  Хокан Эриксон

## Форма

### Домашняя
| 1990                 | 2006–2007 | 2008–2009 | 2010–2011 | 2011–2012 | 2012–2014 | 2014–2018 | 2018–2020 | 2020–2022 |
| 2020–2022 · (вторая) | 2022–2024 | 2024-н.в. |           |           |           |           |           |           |

### Гостевая
| 2006–2007 | 2008–2009 | 2010–2011 | 2011–2012 | 2012–2014 | 2014–2018 | 2018–2020 | 2020–2022 | 2020–2022 · (вторая) |
| 2022–2024 | 2024-н.в. |           |           |           |           |           |           |                      |

## Стадионы
Первым стадионом Фарерских островов в 1980 году стал «Свангаскар» в городе Тофтир, на котором фарерцы проводили многие свои домашние встречи до 1999 года (без учёта аренды полей в других странах в случаях, если состояние «Свангаскара» не позволяло играть на нём).
С 1999 по 2011 годы сборная Фарерских островов принимала своих противников не только на «Свангаскаре», но и на новом стадионе «Торшволлюр» в Торсхавне: между этими городами и стадионами фактически велось соперничество за право проводить матчи фарерской сборной. Последнюю игру на «Свангаскаре» фарерцы провели 7 июня 2011 года, победив там Эстонию 2:0.
Для проведения матчей «Торшволлюр» подвергся серьёзной реконструкции и стал не только футбольной ареной, но и многофункциональным стадионом, где могут проводиться иные спортивные соревнования и концерты. В 2011 году на этом стадионе были установлены прожекторы и 6 тысяч новых пластиковых сидений; наличие искусственного газона также позволило стадиону выполнить все требования УЕФА и ФИФА для проведения матчей.

## Болельщики
У сборной Фарерских островов достаточно сильная поддержка, несмотря на небольшую численность населения. У сборной есть свои гимны: так, в 1990 году после знаменитой победы над Австрией популярность обрела песня Терье Расмуссена «Hvít sum kavi, blátt sum havi» (фар. Белое как снег, синее как море), которая является фактически гимном фанатов и игроков сборной Фарерских островов. Второй по популярности является песня «Reytt og blátt og hvítt» (фар. Красно-сине-белый), написанная Хери Нольсё и Йогваном Ольсеном.

## Стиль игры
Основным козырем фарерцев являются атлетизм, взаимопонимание между игроками и боевой дух, однако они значительно уступают многим европейским командам в технике и теряют концентрацию в решающие моменты, что приводит к пропущенным голам.

## Текущий состав
Следующие игроки были вызваны в состав сборной главным тренером Хоканом Эриксоном для участия в матче квалификации Евро-2024 против сборной Молдавии (27 марта 2023).
Игры и голы приведены по состоянию на 31 марта 2021 года:
|  | Вр  | Тайтур Джестссон    | 19 августа 1992 (32 года) | 20 | 0  | ХБ Торсхавн   |  |  |
|  | Вр  | Маттиас Ламхвудже   | 2 августа 1999 (25 лет)   | 2  | 0  | Б-36          |  |  |
|  | Вр  | Боарур о Рейнатрё   | 2 августа 1999 (25 лет)   | 0  | 0  | Вуйчингур     |  |  |
|  |     |                     |                           |    |    |               |  |  |
|  | Защ | Вильормур Давидсен  | 19 июля 1991 (33 года)    | 64 | 4  | ХБ Торсхавн   |  |  |
|  | Защ | Джидли Сёренсен     | 11 августа 1992 (32 года) | 59 | 1  | Твёройри      |  |  |
|  | Защ | Одмар Фэрё          | 1 ноября 1989 (35 лет)    | 48 | 1  | КИ Клаксвик   |  |  |
|  | Защ | Хайни Ватнсдаль     | 18 октября 1991 (33 года) | 33 | 1  | КИ Клаксвик   |  |  |
|  | Защ | Даниэль Йохансен    | 9 июля 1998 (27 лет)      | 4  | 0  | Фредериция    |  |  |
|  | Защ | Ханус Сёренсен      | 19 февраля 2001 (24 года) | 1  | 0  | ХБ Торсхавн   |  |  |
|  | Защ | Андриас Эдмундссон  | 18 декабря 2000 (24 года) | 1  | 0  | Агилас        |  |  |
|  |     |                     |                           |    |    |               |  |  |
|  | ПЗ  | Регви Бальдвинссон  | 6 декабря 1989 (35 лет)   | 51 | 4  | Брюне         |  |  |
|  | ПЗ  | Сёльви Ватнамар     | 5 мая 1986 (39 лет)       | 62 | 2  | Вуйчингур     |  |  |
|  | ПЗ  | Рене Йоэнсен        | 8 февраля 1993 (32 года)  | 40 | 3  | КИ Клаксвик   |  |  |
|  | ПЗ  | Майнхард Ольсен     | 10 апреля 1997 (28 лет)   | 25 | 1  | Мьёндален     |  |  |
|  | ПЗ  | Ари Йонссон         | 22 июля 1994 (30 лет)     | 15 | 1  | ХБ Торсхавн   |  |  |
|  | ПЗ  | Якуп Андреасен      | 31 мая 1998 (27 лет)      | 13 | 1  | КИ Клаксвик   |  |  |
|  | ПЗ  | Мадс Миккельсен     | 11 декабря 1999 (25 лет)  | 6  | 0  | КИ Клаксвик   |  |  |
|  | ПЗ  | Стефан Радосавлевич | 8 сентября 2000 (24 года) | 2  | 1  | Слайго Роверс |  |  |
|  | ПЗ  | Ноа Мнени           | 6 декабря 2002 (22 года)  | 0  | 0  | Брюне         |  |  |
|  |     |                     |                           |    |    |               |  |  |
|  | Нап | Кляминт Ольсен      | 17 июля 1990 (34 года)    | 54 | 10 | Брейдаблик    |  |  |
|  | Нап | Патрик Йоханнесен   | 7 сентября 1995 (29 лет)  | 20 | 1  | Брейдаблик    |  |  |
|  | Нап | Поадль Клеттскар    | 17 мая 1990 (35 лет)      | 14 | 0  | КИ Клаксвик   |  |  |
|  | Нап | Пятур Петерсен      | 29 марта 1998 (27 лет)    | 2  | 0  | Акюрейри      |  |  |